# Harry Bisbey
Harry Arthur Bisbey (Santa Monica, 10 maggio 1931 – Los Angeles, 4 maggio 1992) è stato un pallanuotista statunitense, che ha disputato il torneo di pallanuoto ai Giochi di Helsinki 1952.
Sempre nella pallanuoto, ai I Giochi panamericani, ha vinto 1 bronzo, mentre ai II Giochi panamericani, ha vinto 1 argento.